# Xã Canfield, Quận Mahoning, Ohio
Xã Canfield (tiếng Anh: Canfield Township) là một xã thuộc quận Mahoning, tiểu bang Ohio, Hoa Kỳ. Năm 2010, dân số của xã này là 16.164 người.